# Authari
Authari est roi des Lombards d'Italie de 584 à 590.

## Biographie
Appartenant au clan Beleos, fils du roi Cleph, Authari ne peut lui succéder à sa mort (574) et n'accède au pouvoir que dix années plus tard, rétablissant la royauté lombarde après une période d'anarchie alors que les Lombards doivent faire face aux attaques franques dirigées par le roi Childebert II d'Austrasie répondant aux appels des Byzantins.
Paul Diacre décrit Authari comme étant un homme jeune et bien bâti, aux cheveux blonds, et agréable à regarder.

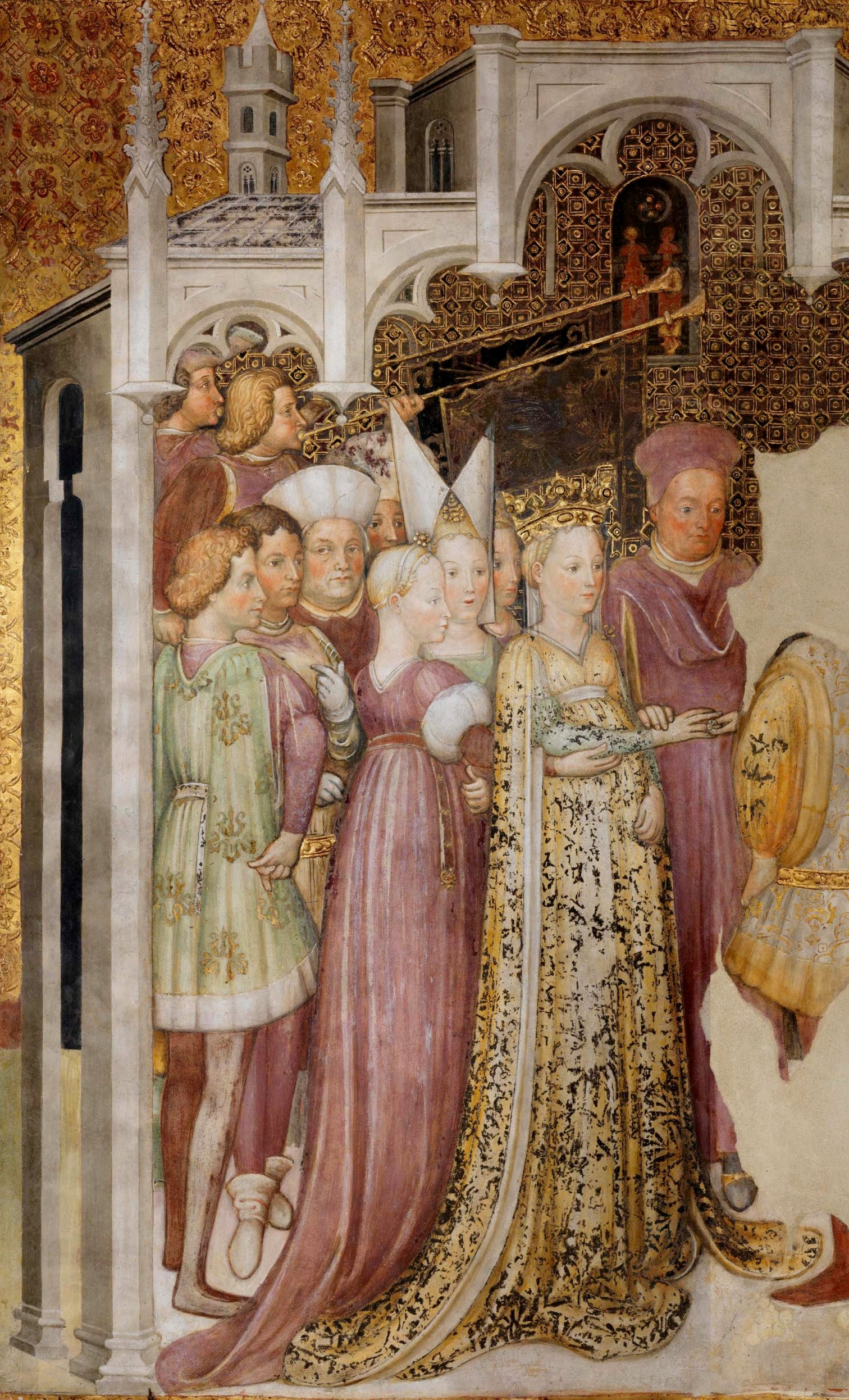
Théodelinde de Bavière.

Le jeune roi lombard prend le nom typiquement romain de Flavius, non pas tant en souvenir des empereurs romains qu'en honneur de Théodoric le Grand, le célèbre roi des Ostrogoths, personnage héroïque célébré dans les sagas germaniques. Il combat Francs et Byzantins, envoie son armée ravager l'Istrie, soumet les duchés lombards semi-indépendants de Spolète et de Bénévent, et épouse en 589 une princesse bavaroise, Théodelinde (vers 573-627), catholique mais adhérente du schisme des Trois Chapitres dont la sœur avait épousé Évin (ou Ewin), duc lombard de Trente.
Après six ans de règne, Authari meurt le 5 septembre 590, probablement empoisonné alors qu'il cherche à négocier la paix avec les Francs du roi Childebert II. Il a été enterré dans l'église Santi Gervasio e Protasio à Pavie.
Selon Paul Diacre, qui écrit deux siècles après les faits, Authari aurait organisé une grande expédition à travers toute l'Italie péninsulaire, via Spolète et Bénévent, et aurait atteint Reggio en Calabre où il aurait fixé les limites de la domination lombarde. Cependant, les rois lombards ne réussiront jamais à dominer toute l'Italie.
Peu de temps après sa mort, sa jeune veuve Théodelinde épouse le duc Agilulf, qui est élu roi des Lombards.